# The Fathomless Mastery
The Fathomless Mastery — третий полноформатный альбом группы Bloodbath 2008-го года после почти четырёхлетнего молчания. Группа здесь вновь предстала в том же обновлённом составе, что и на предыдущем миньоне.

## Об альбоме
The Fathomless Mastery был записан во второй половине лета на студиях «Park Studio», где были записаны ударные, и «Cutting Room» вместе с Бьёрном Энгельманном. Продюсировал его, так же как и миньон, Давид Кастильо совместно с самой группой. Над обложкой работал также Дасти Петтерсон, который также трудился и над обложкой миньона, а фотографии были сделаны Робином Бергхом.
Вышел альбом на Peaceville Records, как оба предшественника, релиз состоялся 6 октября 2008-го года. Этот альбом является третьим полноформатным и шестым номерным альбомом группы.
На песню Hades Rising, был отснят видеоклип в 2009-м году, который стал первым официальным в истории группы.
На The Fathomless Mastery группа объединила жесткий напор EP релиза, который полон бласт-битов и мелодики, и слегка грязноватый саунд первых работ. В итоге получилось сочетание ударной техники старой школы с мелодикой современного брутал-дэт-метала, кроме того, в ходе записи были использованы двойные бас-бочки и множество темпов игры.
Ещё во время завершения сессий Блекхайм, заявил следующее:

«Материал представляет собой не что иное, как злобную брутальность с большим количеством тяжёлого грува. С точки зрения риффов мы играем с диссонансными гармониями, от которых возникает лихорадочное одержимое чувство, но мы всё же вернули мелодичные элементы с концепцией звука летящей пчелы из предыдущих альбомов, чтобы представить классическое звучание, так что должно выйти неплохо и разнообразно, надеемся собрать всё воедино, чтобы сделать самый разрушительный альбом…»

## Отзывы критиков
Альбом настолько пришёлся по вкусу всевозможным критикам и изданиям, что во множестве изданий он занял только высшие места и имел только высокие оценки рейтинга, огромное множество журналов по всему миру заметило и по достоинству оценило новое творение шведов. На официальном сайте группы Блекхайм разместил сообщение с рейтингом части всемирных изданий посвященных тяжёлой музыке, заявив, что если разместить все ревью просто невозможно.
| Название журнала    | Страна         | Рейтинг ревью | Рейтинг саундчека |
| ------------------- | -------------- | ------------- | ----------------- |
| DECIBEL             | США            | 8/10          |                   |
| CHRONICLES OF CHAOS | США            | 8,5/10        |                   |
| METAL BITE          | США            | 9/10          |                   |
| BLISTERING          | США            | 8,5/10        |                   |
| METAL UNDERGROUND   | США            | 4,5/5         |                   |
| ROCK HARD           | Германия       | 8,5/10        | 8/56              |
| METAL HAMMER        | Германия       | 6/7           | 7/30              |
| LEGACY              | Германия       | 13/15         | 5/67              |
| HEAVY               | Германия       | 11/12         |                   |
| BLOODCHAMBER        | Германия       | 9.5/10        |                   |
| METAL-DISTRICT      | Германия       | 9/10          |                   |
| ANCIENT SPIRIT      | Германия       | 11/12         |                   |
| METAL.DE            | Германия       | 8/10          |                   |
| METAL1.INFO         | Германия       | 9,5/10        |                   |
| METALNEWS           | Германия       | 6,5/7         |                   |
| TINNITUS            | Германия       | 9/10          |                   |
| BURN YOUR EARS      | Германия       | 8/10          |                   |
| METAL PORTAL        | Польша         | 10/12         |                   |
| Дагенс Нюхетер      | Швеция         | 4/5           |                   |
| AFTONBLADET         | Швеция         | 4/5           |                   |
| SWEDENROCK MAGAZINE | Швеция         | 9/10          |                   |
| CLOSE-UP            | Швеция         | 8/10          | 2                 |
| GLOBALDOMINATION    | Швеция         | 8.5/10        |                   |
| AGONYZONE           | Швеция         | 8/10          |                   |
| SWEDENMETAL         | Швеция         | 10/10         |                   |
| GÖTEBORGS-POSTEN    | Швеция         | 3/5           |                   |
| METAL HAMMER        | Великобритания | 8/10          |                   |
| ROCKSOUND           | Великобритания | 9/10          |                   |
| SUBBA-CULTCH        | Великобритания | 4/5           |                   |
| LORDS OF METAL      | Нидерланды     | 89/100        |                   |
| ANTENNA             | Дания          | 8/10          |                   |
| IMHOTEP             | Норвегия       | 5/6           |                   |
| AFTENBLADET         | Норвегия       | 5/6           |                   |
| NORWAY ROCK MAG     | Норвегия       | 5/6           |                   |
| PAVILLON 666        | Франция        | 9/10          |                   |
| METAL FRANCE        | Франция        | 4/5           |                   |
| METALSTORM          | Эстония        | 8.8/10        |                   |
| IMPERIUMI           | Финляндия      | 8/10          |                   |
| INFERNO             | Финляндия      | 4/50          |                   |
| ROCKTOTAL.COM       | Испания        | 9.5/10        |                   |
| THE METAL FORGE     | Австралия      | 9/10          |                   |
| KOGAIONON           | Румыния        | 0,88/1.0      |                   |
| BW&BK               | Канада         | 9/10          |                   |

Кроме того, Нистрём, опубликовал три цитаты из довольно влиятельных журналов, которые лишь подтвержадают ещё раз успех альбома и группы в целом:

«All of those new deathcore bands you’ve been reading about have gone to their rooms to practise because Daddy is home.» - Rocksound (UK)

«Ein heißer Kandidat für die beste Death-Metal-Platte des Jahres!» — Metal Hammer (Germany)

«Att ens försöka krysta fram någon kritik av „The Fathomless Mastery“ blir dödfött. Det enda raka är att hålla käften och dyrka skiten» — SwedenRock Magazine (Sweden)
.

## Список композиций
На альбом вошли 11 песен, общей продолжительностью около 42 минут.
| №   | Название                                                                                      | Длительность |
| --- | --------------------------------------------------------------------------------------------- | ------------ |
| 1.  | «At The Behest Of Their Death» (музыка и слова - Андерс Нюстрём)                              | 3:41         |
| 2.  | «Process Of Disillumination» (музыка и слова - Йонас Ренксе)                                  | 3:09         |
| 3.  | «Slaughtering The Will To Live» (музыка и слова - Йонас Ренксе)                               | 3:37         |
| 4.  | «Mock The Cross» (музыка - Пер Содомайзер Эрикссон, слова - Микаэль Окерфельдт)               | 4:02         |
| 5.  | «Treasonous» (музыка и слова - Андерс Нюстрём)                                                | 4:13         |
| 6.  | «Iesous» (музыка и слова - Йонас Ренксе)                                                      | 3:34         |
| 7.  | «Drink From The Cup Of Heresy» (музыка - Пер Содомайзер Эрикссон, слова - Микаэль Окерфельдт) | 3:37         |
| 8.  | «Devouring The Feeble» (музыка и слова - Йонас Ренксе)                                        | 3:11         |
| 9.  | «Earthrot» (музыка - Пер Содомайзер Эрикссон, слова - Микаэль Окерфельдт)                     | 3:20         |
| 10. | «Hades Rising» (музыка и слова - Андерс Нюстрём)                                              | 5:05         |
| 11. | «Wretched Human Mirror» (музыка и слова - Йонас Ренксе)                                       | 4:12         |

В написании нового материала почти не принимал участие лишь Мартин Аксенрот.

## Голосование читателей
По мнению голосования читателей журнала «TERRORIZER», в 2008-м году группа получила множество титулов, которые касались, как группы в целом, так и отдельных её участников и собственно и самого альбома.

### Лучший альбом
№ 1 Bloodbath ‘The Fathomless Mastery’
```
#2 
Enslaved
 ‘Vertebrae’
#3 
Amon Amarth
 ‘Twilight Of The Thunder God’
#4 
Testament
 ‘The Formation Of Damnation’

#5 
Opeth
 ‘Watershed’

#6 
Cynic
 ‘Traced In Air’
#7 
Metallica
 ‘Death Magnetic’
#8 
Meshuggah
 ‘Obzen’
#9 
Gojira
 ‘The Way Of All Flesh’
#10 
Children Of Bodom
 ‘Blooddrunk’
```

### Личность года
№ 1 Микаэль Окерфельдт
```
#2 Нергал (
Behemoth
)
#3 Гаал (
Gorgoroth
)
#4 Лемми (
Motorhead
)
#5 Фенриз (
Darkthrone
)
#6 Джеф Уолкер (
Carcass
)
#7 Дэйв Мастейн (
Megadeth
)
#8 Джеймс Хетфилд (
Metallica
)
#9 Кен Оуэн (
Carcass
)
#10 Керри Кинг (
Slayer
)
```

### Другие титулы
№ 3 «Лучший вокалист» (Микаэль Окерфельдт)
№ 2 «Лучший ударник» (Мартин Аксенрот)
№ 2 «Лучшая группа» (Bloodbath)
№ 2 «Лучшая обложка»(‘The Fathomless Mastery’)

## Участники записи
- Микаэль Окерфельдт — вокал
- Йонас Ренксе — бас, бэк-вокал
- Андерс Нюстрём — гитара, бэк-вокал
- Мартин Аксенрот — ударные
- Пер Содомайзер Эрикссон — гитары